# Mathilde Deswaef
Mathilde Deswaef (18 februari 1999) is een Belgische atlete, die gespecialiseerd is in de middellange afstand en het veldlopen. Zij werd eenmaal Belgisch kampioene.

## Loopbaan
Deswaef werd in 2017 Belgisch indoorkampioene op de 1500 m. Later dat jaar nam ze op deze afstand deel aan de Europese kampioenschappen U20 in Grosseto. Ze werd uitgeschakeld in de series. Op het einde van het jaar nam ze ook deel aan de Europese kampioenschappen veldlopen U20. Ze eindigde als eenenzestigste.
Deswaef was aangesloten bij Racing Club Brussel. Begin 2017 stapte ze over naar White Star AC.

## Belgische kampioenschappen
Indoor
| Onderdeel | Jaar |
| --------- | ---- |
| 1500 m    | 2017 |

## Persoonlijke records
Outdoor
| Onderdeel | Prestatie | Datum        | Plaats   |
| --------- | --------- | ------------ | -------- |
| 800 m     | 2.09,79   | 15 juli 2017 | Ninove   |
| 1500 m    | 4.18,55   | 2 juni 2018  | Oordegem |

Indoor
| Onderdeel | Prestatie | Datum            | Plaats |
| --------- | --------- | ---------------- | ------ |
| 800 m     | 2.13,06   | 17 februari 2018 | Gent   |
| 1500 m    | 4.25,45   | 10 februari 2018 | Gent   |

## Palmares

### 1500 m
- 2017:  BK AC indoor – 4.35,43
- 2017: 13e series EK U20 te Grosseto – 4.44,50
- 2018: 13e series WK U20 te Tampere – 4.30,31

### veldlopen
- 2017: 61e EK U20 te Samorin